# FB-6A
FB-6A — китайский зенитный ракетный комплекс ближнего действия, на базе зенитных ракет от ПЗРК типа FN-6. Скопирован с американского ЗРК «Avenger». Шасси Shenyang SFQ2040 HMMWV.

## Состав системы
- РЛС обнаружения
- Пусковые установки по 8 ЗУР.

## Характеристики
- Зона поражения по дальности: 6 км
- Зона поражения по высоте: 15-4500 м
- Длина: 1862 мм
- Диаметр: 90 мм
- Масса: 20 кг
- Скорость полёта: 2,2 М